# Waldemar Marszałek

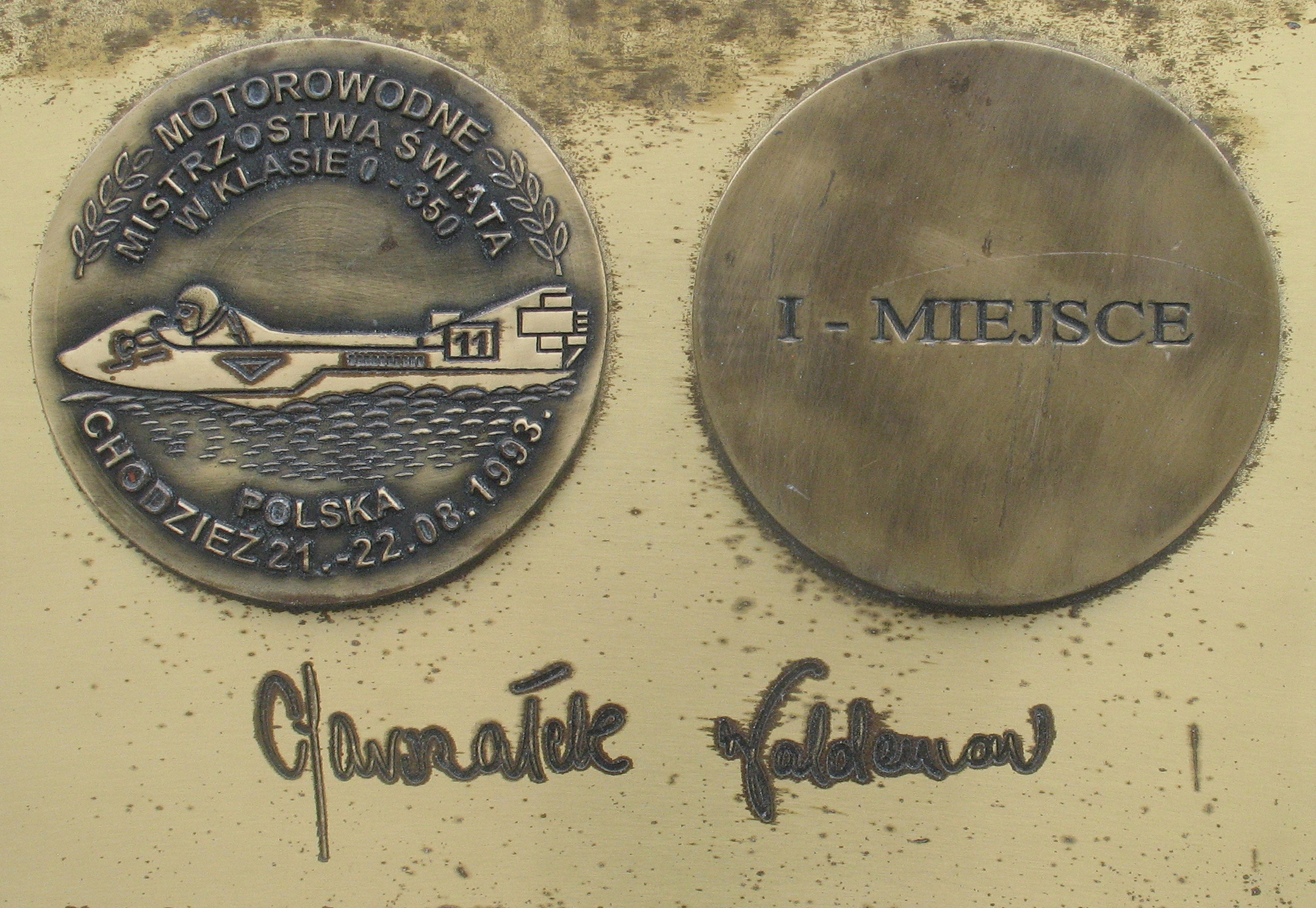
Kopia medalu i autograf W. Marszałka w Alei Gwiazd Sportu w Dziwnowie

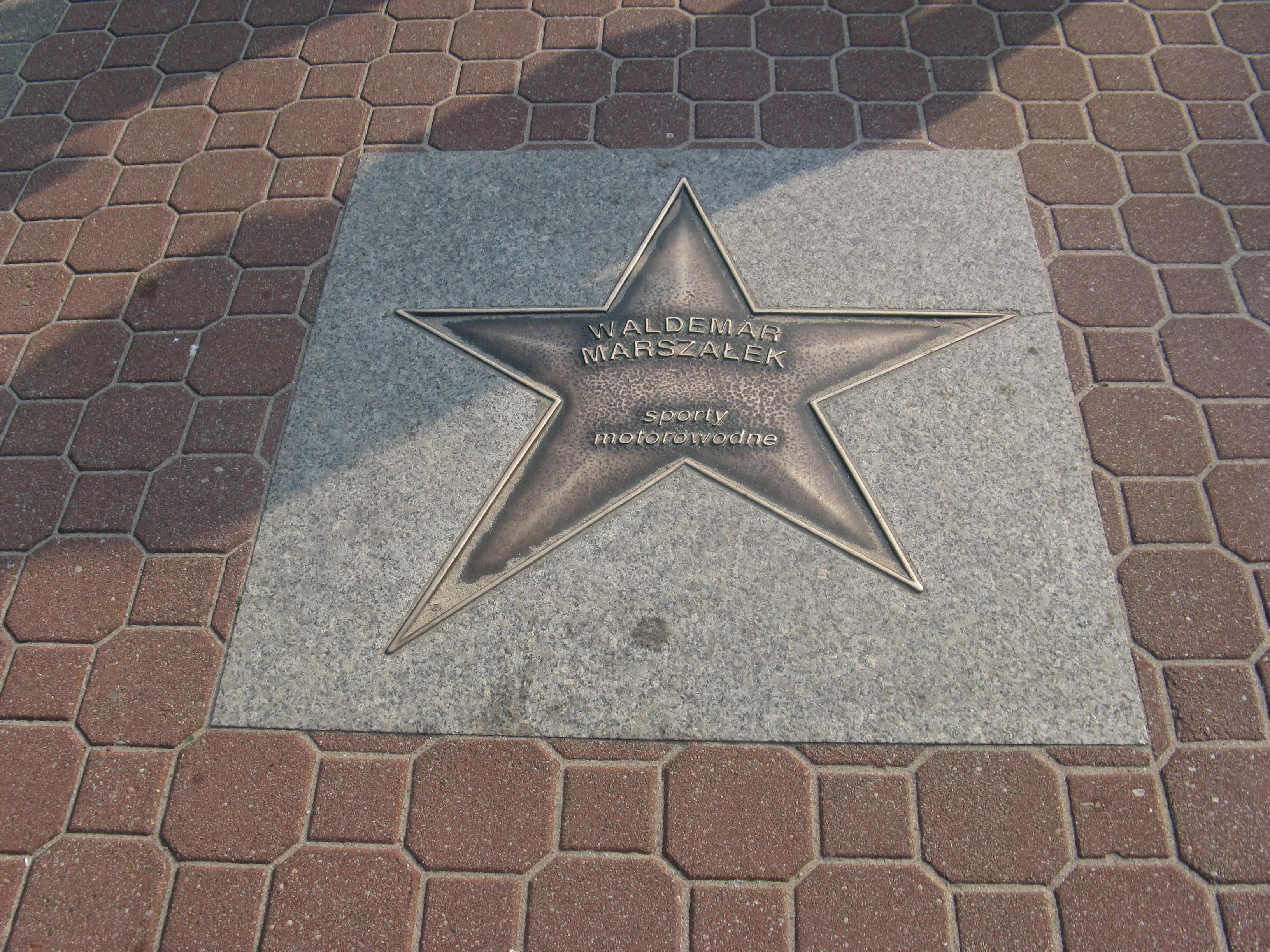
Gwiazda w Alei Gwiazd Sportu we Władysławowie

Waldemar Antoni Marszałek (ur. 13 kwietnia 1942 w Warszawie, zm. 6 sierpnia 2024 tamże) – polski zawodnik sportów motorowodnych, samorządowiec, w latach 1998–2018 radny m. st. Warszawy.

## Życiorys
Od 1959 był zawodnikem klubu sportowego Polonia Warszawa, a od 2005 prezesem tego klubu. Sześciokrotny mistrz świata, czterokrotny mistrz Europy w zawodach motorowodnych. Jeden z najbardziej utytułowanych motorowodniaków na świecie. W czasie swojej zawodniczej kariery wielokrotnie ulegał ciężkim wypadkom, w tym przeżył śmierć kliniczną po bardzo groźnym wypadku, podczas zawodów pod Berlinem na jeziorze Gatow (1982).
Mistrzostwa świata zdobyte przez Waldemara Marszałka:
- Miejscowość, rok, klasa
- Poznań, 1979, O-250
- Karlskrona, 1980, O-250
- Lauffen, 1981, O-250
- Boretto, 1983, O-350
- Auronzo, 1989, O-250
- Chodzież, 1993, O-350

Mistrzostwa Europy zdobyte przez Waldemara Marszałka:
- Miejscowość, rok, klasa
- Linz, 1981, O-350
- Stewarby, 1990, O-250
- Mediolan, 1993, O-250
- Baia, 1996, O-350

Waldemar Marszałek zajmował także 17-krotnie 2. i 3. miejsca na Mistrzostwach Europy i Świata. W 1980 i 1981 zdobył Puchar Europy. W 1989 Wielką Nagrodę Europy. W 1990 Puchar Świata. Zdobywał także kilkakrotnie Grand Prix Niemiec i Wielkiej Brytanii. 40-krotny Mistrz Polski. Łącznie zdobył 27 medali na Mistrzostwach Świata i Europy. Zdobył także prestiżowe nagrody Trofeo Speluzzi i Trofeo Mazzoli.
Pływał na silnikach König, które były produkowane w Berlinie Zachodnim. Nie odmawiał usług mechanicznych swoim rywalom. Jego największe sukcesy przypadły w latach 80. Często określany jako legenda polskiego sportu. Do dzisiaj żaden zawodnik na świecie w tych klasach nie zdobył tylu medali. Startował zawsze z numerem 11. Jako pierwszy w historii zdobył 3 razy z rzędu tytuł mistrza świata, za co został uhonorowany złotym medalem UIM (Światowa Federacja Motorowodna).
Ojciec Bartłomieja i Bernarda, także motorowodniaków.
Pochowany na cmentarzu Bródnowskim (kwatera 34B-2-3).

### Działalność samorządowa
W wyborach z 1998 został wybrany radnym miasta stołecznego Warszawy z listy Sojuszu Lewicy Demokratycznej. Po raz kolejny był wybierany w wyborach 2002, 2006, 2010 i 2014 z listy SLD–UP, Lewicy i Demokratów oraz ponownie SLD. W 2018 nie ubiegał się o reelekcję.

## Ordery, odznaczenia i wyróżnienia[7]
- laureat plebiscytu na „Najlepszego Sportowca 40-lecia PRL”
- Krzyż Komandorski Orderu Odrodzenia Polski (2005)[8]
- Krzyż Oficerski Orderu Odrodzenia Polski (1993)[9]
- Wiktor za 1993 rok
- Krzyż Kawalerski Orderu Odrodzenia Polski
- Srebrny Krzyż Zasługi
- Medal 40-lecia Polski Ludowej
- Złota Odznaka honorowa „Za Zasługi dla Warszawy”
- Złote i Srebrne Odznaczenie im. Janka Krasickiego
- Zasłużony Mistrz Sportu
- Medal „Za wybitne osiągnięcia sportowe” (14-krotnie)
- Złoty Medal Światowej Federacji Motorowodnej (UIM)